# Ideolinguïst
Een ideolinguïst (van het Griekse ἰδέα "vorm, beeld, idee" en het Latijnse lingua "taal") of conlanger (van het Engelse constructed language) is iemand die zich bezighoudt met het vervaardigen van een of meerdere kunsttalen, een kunsttaalauteur dus. Wanneer de kunsttaal een fictieve achtergrond heeft, dan wordt de ideolinguïst ook wel linguaficticus genoemd.
Over het algemeen wordt zo'n kunsttaal gecreëerd met een bepaald doel voor ogen: zo kan de taal bedoeld zijn om 
- de internationale communicatie te vereenvoudigen (hulptaal),
- bepaalde gedachten in taal om te zetten
- taalkundige veronderstellingen te toetsen (logische taal, filosofische taal),
- ter illustratie dienen van een fictieve cultuur (artistieke taal),
- bijvoorbeeld een dagboek voor anderen onleesbaar te maken of om zodanig met ingewijden te kunnen communiceren dat de buitenwereld er niets van begrijpt (geheimtaal).

De activiteiten van een ideolinguïst omvatten in de eerste plaats het opstellen van een eigen fonologie, woordenschat en grammatica. Bekende ideolinguïsten   zijn: J.R.R. Tolkien, Lejzer Zamenhof, en Marc Okrand.

## Ideolinguïsten

#### Professionele ideolinguïsten
Van de volgende personen wordt aangenomen dat ze een belangrijke bijdrage hebben geleverd aan het bedenken van kunsttalen:
| Marc Okrand       | (Klingon en Atlantisch)                                                   |
| William Fulco     | (Speciaal voor de film The Passion of the Christ gereconstrueerd Aramees) |
| Herman Miller     | (Gargish)                                                                 |
| Paul Frommer      | (Na'vi)                                                                   |
| David J. Peterson | (Dothraki)                                                                |

#### Boeken en media
Van de volgende taalbedenkers is het werk gepubliceerd in boeken of andere media:
| Richard Adams         | (Lapine)                                              |
| Anthony Burgess       | (Nadsat)                                              |
| Samuel Delany         | (Babel-17)                                            |
| Václav Havel          | (Ptydepe)                                             |
| Frank Herbert         | (Fremen)                                              |
| Hergé                 | (Arumbaya en Syldavisch)                              |
| Morioka Hiroyuki      | (Baronh)                                              |
| Kenneth Johnson       | (Tenctonees)                                          |
| Ursula K. Le Guin     | (Pravisch, Iotisch, Kargish, Hardisch en Osskiliaans) |
| Van Ling              | (Tenctonees)                                          |
| Barry B. Longyear     | (Drac)                                                |
| Marc Okrand           | (Klingon en Atlantisch)                               |
| George Orwell         | (Newspeak)                                            |
| Gene Roddenberry      | (Vulcaans)                                            |
| Mark Rosenfelder      | (Verdurisch, Ismaîn, Cadhinor en Flaidish)            |
| Andrew Smith          | (Brithenig)                                           |
| Jan van Steenbergen   | (Wenedyk, Interslavisch)                              |
| J.R.R. Tolkien        | (Talen van Arda)                                      |
| Christian Vander      | (Kobaïaans)                                           |
| James Wong            | (Fyksisch)                                            |
| Marion Zimmer Bradley | (Cahuenga, Casta)                                     |

#### Taalkundige hypothesen
De volgende taalbedenkers hebben kunsttalen ontworpen met als hoofddoel het toetsen van taalkundige hypothesen:
| George Dalgarno     | (Eerste filosofische taal)             |
| Johannes J. Becher  | (Eerste op pasigrafie gebaseerde taal) |
| James Cooke Brown   | (Loglan)                               |
| Suzette Haden Elgin | (Láadan)                               |